# Череша
Череша (болг. Череша) — село в Болгарии. Находится в Бургасской области, входит в общину Руен. Население составляет 664 человека (2022).

## Политическая ситуация
В местном кметстве Череша, в состав которого входит Череша, должность кмета (старосты) исполняет Фахри Ахмедов Мухтаров (Движение за права и свободы (ДПС)) по результатам выборов правления кметства.
Кмет (мэр) общины Руен — Дурхан Мехмед Мустафа (Движение за права и свободы (ДПС)) по результатам выборов в правление общины.